# 郑湖乡
郑湖乡，是中华人民共和国福建省三明市沙县下辖的一个乡镇级行政单位。

## 行政区划
郑湖乡下辖以下地区：
箭坑村、长村、上洋村、徐墩村、郑墩村、高地村、庆洋村、岭头村、郑湖村、杜坑村和大炉村。

## 特产
郑湖水柿：中国地理标志产品。